# Millières (Mancha)
Millières é uma comuna francesa na região administrativa da Normandia, no departamento Mancha. Estende-se por uma área de 20 km². Em 2010 a comuna tinha 802 habitantes (densidade: 40,1 hab./km²).